# Автоматизм (физиология)
Автомати́зм (также автомати́я) — в физиологии означает способность клетки, ткани или органа к ритмической, периодической или апериодической самопроизвольной деятельности без очевидной связи с внешними побудительными причинами.
Автоматическую ритмическую деятельность следует отличать от реактивной, вызванной внешними импульсами. Однако, в биологических процессах автоматизм и реактивная ритмика могут быть тесно связаны, в таком случае следует рассматривать их функциональное взаимодействие — примером является ритмическая деятельность дыхательного центра.
Наиболее выраженным автоматизмом в человеческом организме обладают сердце, гладкая мускулатура (кишечника, мочеточника и других органов) и некоторые нервные образования. Автоматизм на клеточном уровне присущ мерцательному эпителию.